# (1534) Näsi
(1534) Näsi ist ein Asteroid des Hauptgürtels, der am 20. Januar 1939 von dem finnischen Astronomen Yrjö Väisälä in Turku entdeckt wurde.
Der Name des Asteroiden ist von dem finnischen See Näsi abgeleitet.